# Le Fond et la Forme
Albums de Lofofora
Double
(1999) Lames de fond
(2003)
Le Fond et la Forme est le quatrième album studio de Lofofora. Enregistré et mixé au studio RDPC à Paris en septembre 2002 et masterisé par Jean Bouquet à L'Autre Studio en novembre 2002.

## Liste des titres
Textes et musique : Lofofora
1. Le Fond et la Forme - 4:42
2. Série Z - 4:13
3. Social Killer - 3:04
4. Histoire naturelle - 5:47
5. Auto-pilote - 4:21
6. Ici ou ailleurs - 4:17
7. Comme à la guerre - 3:58
8. Requiem pour moi-même - 4:56
9. Psaume CAC 40 - 2:40
10. Bienvenue - 4:52
11. Alarme citoyens - 3:59
12. Carapace - 3:15
13. L'Emprise - 14:13
14. Bienvenue (Instrumental) (Bonus)